# Jean Claude Séférian
Jean Claude Séférian  (* 27. Mai 1956 in Beirut) ist ein im Libanon aufgewachsener französischer Chansonnier.

## Leben
Séférian studierte klassisches Klavier zunächst am Konservatorium von Nizza, später in Münster bei Emil Schmidt und Gregor Weichert. Seit 1983 ist er Klavierlehrer an der Musikschule Münster-Nienberge, für die er mehrere Musicals komponierte, darunter Pinocchio und In 80 Tagen um die Welt.
Daneben arbeitet Séférian seit 1981 als Chansonnier; seine bevorzugten Instrumentalpartner sind seine Frau, die Pianistin Christiane Rieger-Séférian, der Jazzsaxophonist Jan Klare und der Akkordeonspieler Piotr Rangno. Mit Chansons von Jacques Brel trat er beim Brel-Festival in Saint-Pierre-de-Chartreuse und beim Schleswig-Holstein-Musik-Festival auf. Beim Saarländische Chansonfestival Perspectives gewann er den Prix du Public. Seit 1993 veröffentlichte er acht Alben. Zudem leitet er seit etwa 1991 die Chanson-AG am Pascal-Gymnasium in Münster, mit der er jedes Jahr mit einem etwa 50 Sänger zählenden Chor auftritt.
Seit 1976 lebt Jean Claude Séférian zusammen mit seiner Frau, der Pianistin Christiane Rieger-Séférian, die ebenfalls als Musiklehrerin tätig ist, in Münster. Die gemeinsamen Töchter der beiden, Marie Séférian und Annick Séférian, sind Jazzsängerin und Opernsängerin.

## Diskografie
- L’homme qui te ressemble, 1993
- J’ai la mer, 1996
- Ne me quitte pas – J.-C. Séférian chante Brel, 1998
- Avec le temps – J.-C. Séférian en concert, 2001
- Aznamour – Séférian chante Aznavour, 2003
- La crème de la crème, 2006
- Souvenirs de Noël, 2008
- Voyages, voyages, 2011

## Musicals
- In 80 Tagen um die Welt, 2005
- Pinocchio, 2008
- Krieg der Knöpfe, 2014
- Der Kleine Prinz, 2016
- Ali Baba, 2018
- Das Dschungelbuch, 2022
- Momo, 2024